# Kronentor

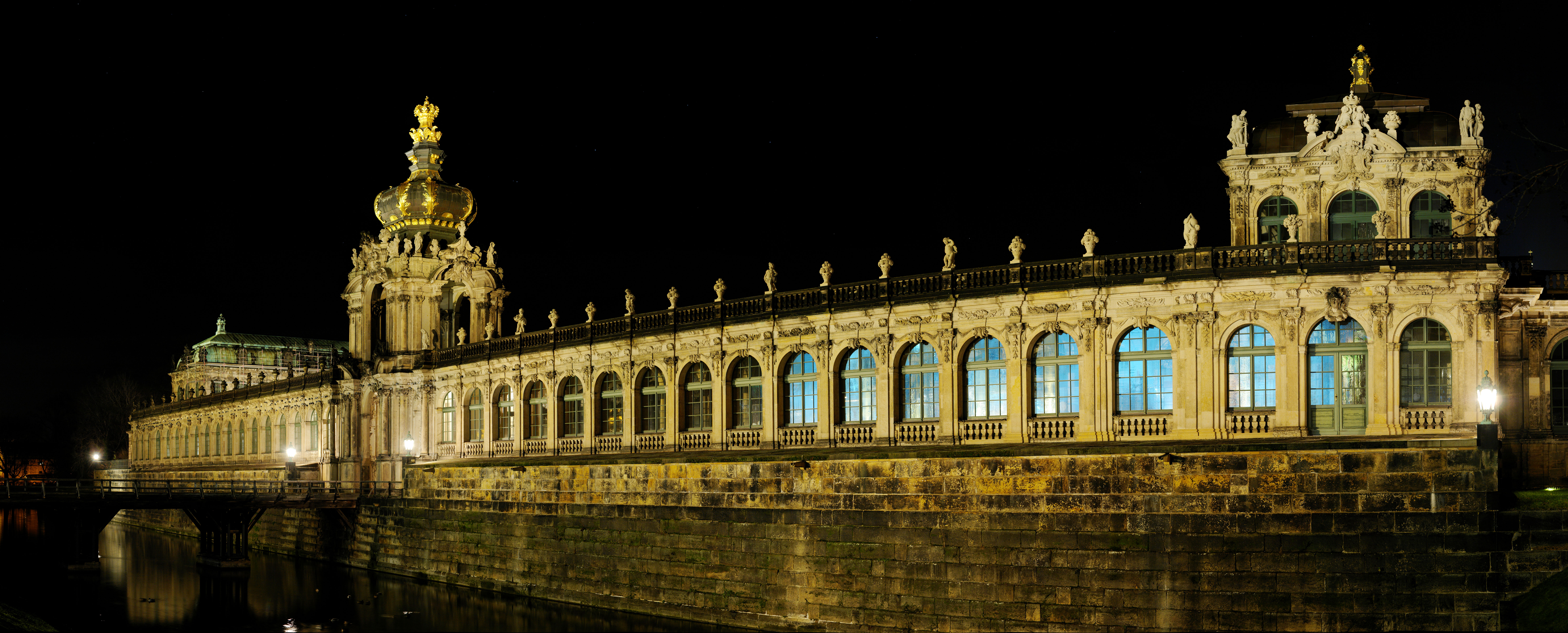
Das Kronentor mit den zu beiden Seiten anschließenden Langgalerien

Das Kronentor ist ein Pavillon und neben dem Wallpavillon der bekannteste Teil und auf Abbildungen häufig das Sinnbild des Dresdner Zwingers.

## Lage und Umgebung
Mit den zu beiden Seiten anschließenden Langgalerien steht es mit seiner Front auf der alten Festungsmauer; Tor und Galerien bilden zu ihr jedoch einen kleinen Winkel. Das Kronentor ermöglichte über die Wallgrabenbrücke ursprünglich den Zugang von außerhalb der Stadt durch die Festungsmauer. Deswegen führte keine der Bedeutung des Baus entsprechende Steinbrücke über den Zwingergraben zum Kronentor, sondern nur ein schmaler hölzerner Steg, der im Falle eines Angriffs rasch abzubauen gewesen wäre. Er ist auch bei der Freilegung des Zwingergrabens und dessen Erweiterung im 20. Jahrhundert wieder in dieser Form aufgebaut worden.

## Baugeschichte
Anlässlich der Planung großer, repräsentativer Neubauten des Königs wurden seit 1714 die entstandenen Orangeriebauten (Wallpavillon mit Eckpavillons) durch eine Langgalerie mit bekrönendem, mittlerem Torbau erweitert. Parallel zur Elbe sollte das spiegelbildliche Gegenstück entstehen.
Ein Vorentwurf als Portalpavillon von 1712/1713 zeigt ein Gebäude mit kräftiger Rustika im Erdgeschoss. Darauf ruhen im Obergeschoss freistehende Säulen mit Kuppel. Der Bau zeigt Bezüge zu dem von Pöppelmann geplanten Schlossneubau. Es handelt sich um einen dreiachsigen Bau, womit der Anschluss an die Arkaden gelang. Unten erfolgt eine Einfassung der Pforte durch Statuennischen. Oben befindet sich ein Bogen zwischen Rechteckfenstern. Pöppelmann plant bei diesem Entwurf einen Statuenkranz am Fuß der vierteiligen Kuppel. Ein geschwungener Rahmen entstand durch die stehenden Ellipsen der Dachgaupen.
Ein Bruch zum Schlossbau erfolgte, als sich im Jahre 1714 eine Trennung des Zwingerhofes vom Schloss darstellte. In dieser Zeit entstand der Entwurf zu einem Herkulestor. Pöppelmann und Permoser schwanken zwischen einer monumentaleren und einer leichteren Lösung. Die monumentalere Lösung für das Herkulestor zeigt gleichmäßig in zwei Stockwerken hochgehende Pfeilermassen. Das untere Geschoss ist durch ein flaches Bogensegment des Giebels „allzu fest geschlossen“. Im Obergeschoss kehren sich jedoch die Giebelfragmente nach außen. Der Aufsatz mit der Atlasstaue ist laut Hempel zu klein ausgefallen und lässt es zu keinem Zusammenschluss kommen. Die leichtere Lösung zeigt dagegen einen Entwurf mit Hermen statt der Säulen. Dazu einen oberen leichten Baldachin; die Treppe fällt weg. Bei den Entwürfen für das Herkulestor entstand ein neuer Charakter der Bauform. Eine „Auflösung festgefügter Strukturen und [...] Verschmelzung von Bildwerk und Architektur.“ Im Gegensatz zu den Entwürfen aus den Jahren 1712/1713 mit dem abgeschlossenen Baukörper, zeigten nun die neuentstandenen Entwürfe einen sich „allseitig öffnender Körper.“ Die Öffnungen des Torbaus sind wie bei den Langgalerien vom Rundbogen gekennzeichnet. Dabei erfolgte eine Synthese aus Architektur und Skulptur: „Gleich der Durchdringung von Raum und Materie, scheinen sich architektonische Motive in plastischem Dekor aufzulösen.“ Der im Zweiten Weltkrieg beschädigte Bau musste wiederaufgebaut werden.

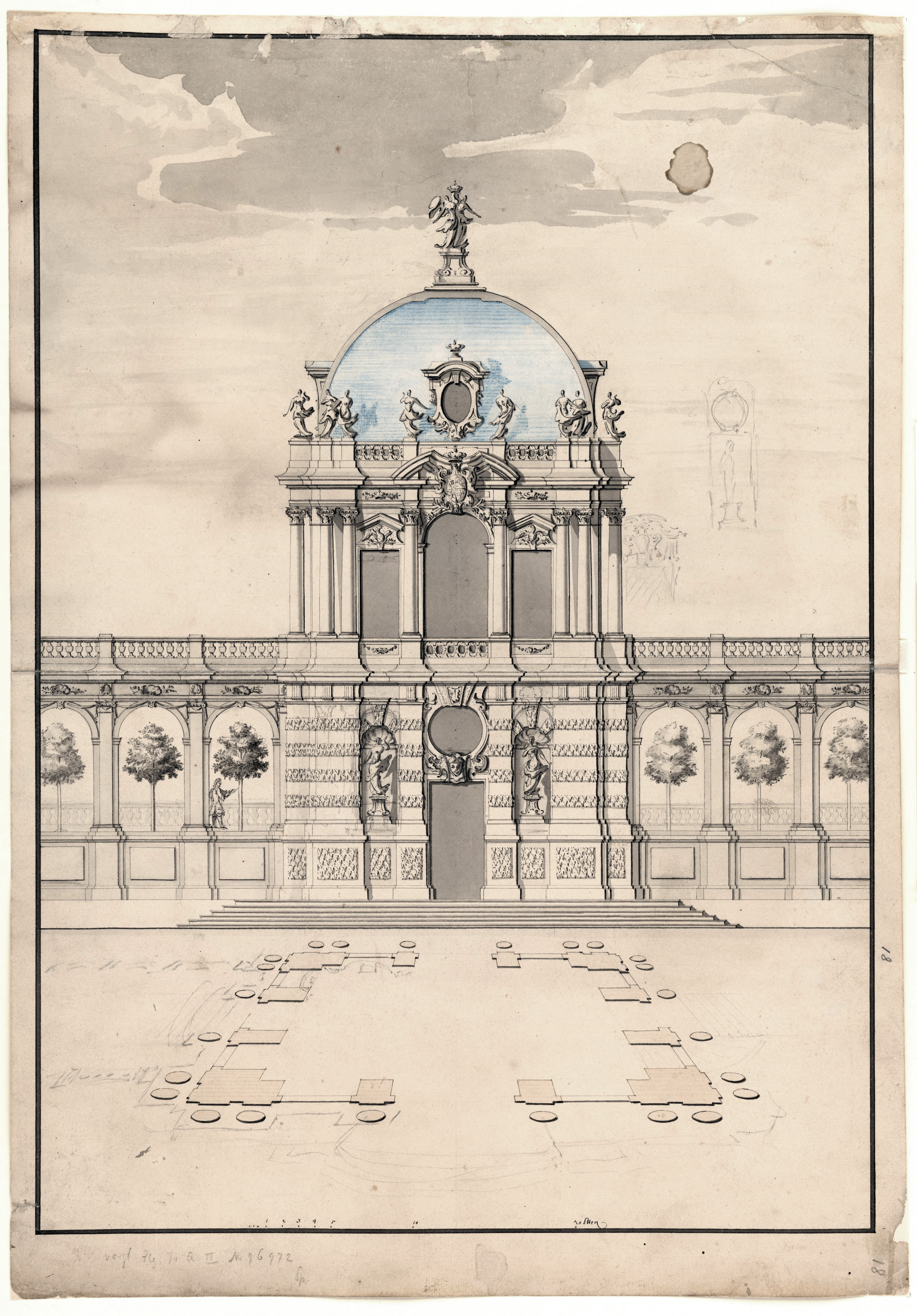
Dresden, Kronentor Erster Vorentwurf als Portalpavillon von 1712 und 1713
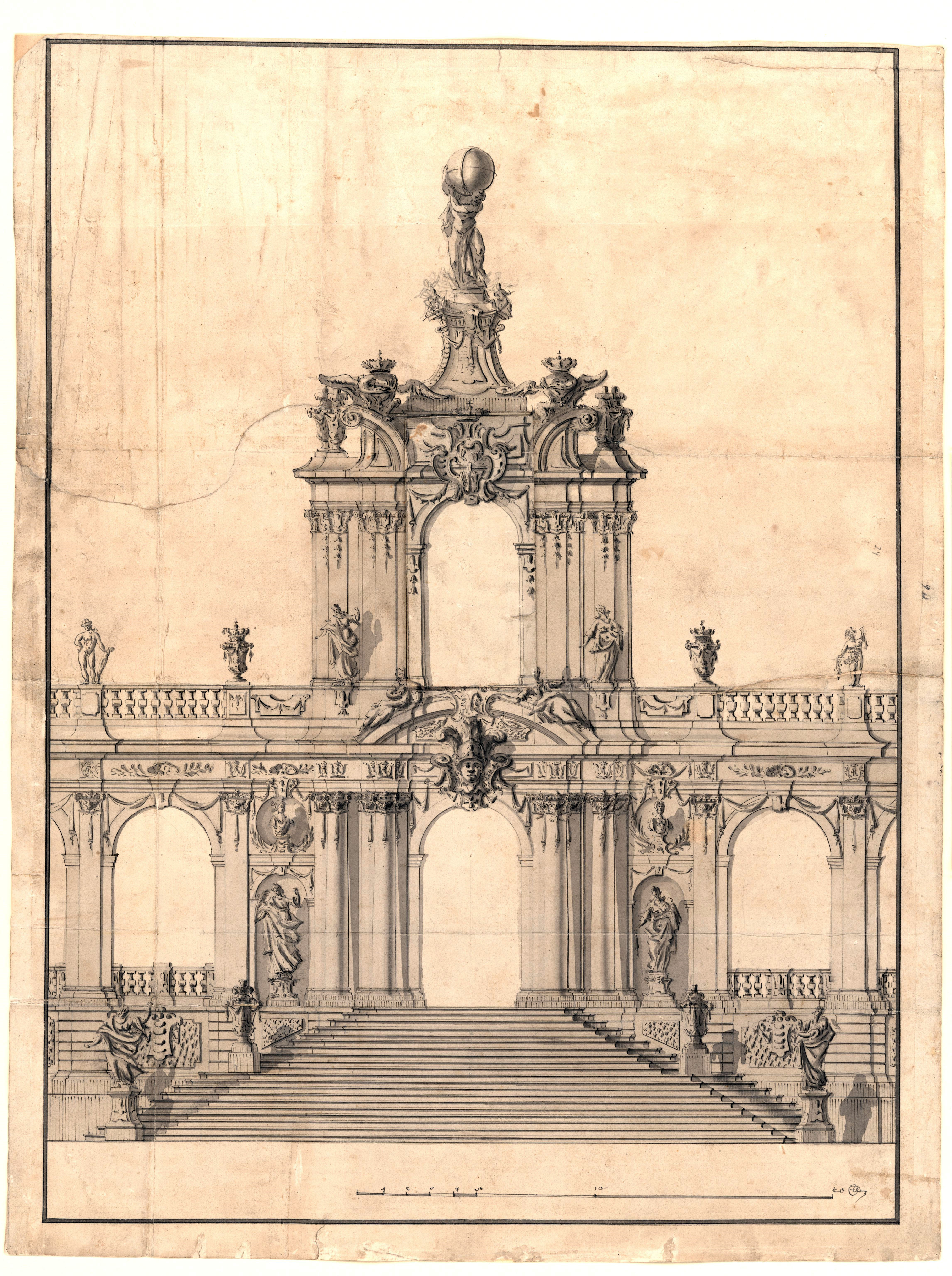
Dresden, Kronentor Zweiter Vorentwurf als Herkulestor im Jahre 1714
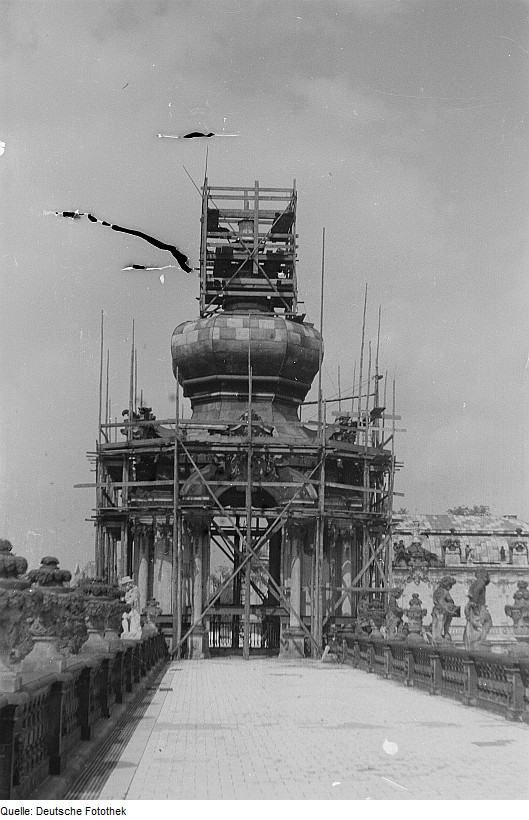
Dresden, Kronentor eingerüstet im Jahre 1948

## Baubeschreibung

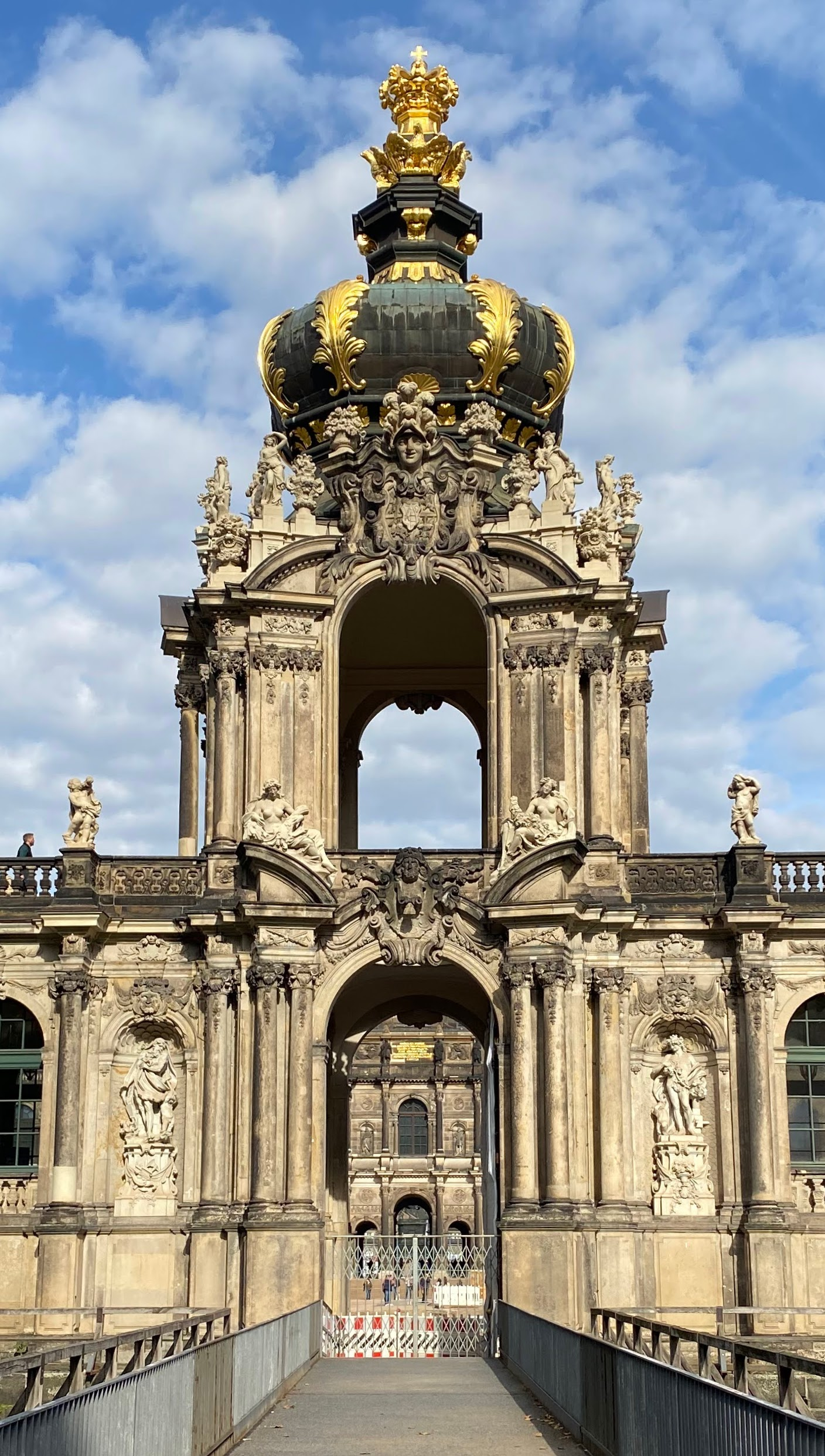
Das Kronentor

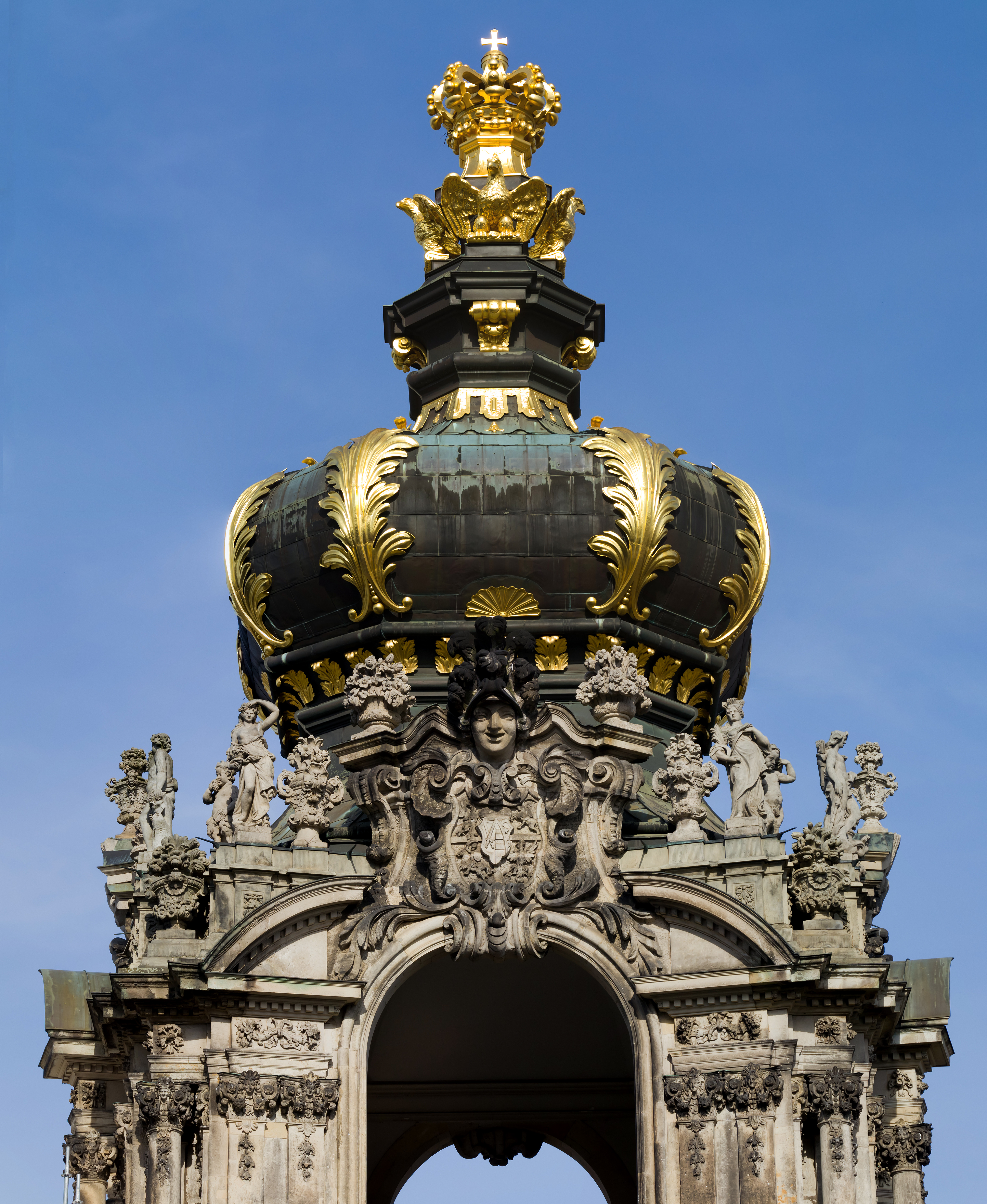
Attikabereich und Krone

Gestaltungsgrundlage für den Bau waren Werke des italienischen Hochbarock, so von G.L.Bernini. Aber auch Entwürfe, die J. B. Fischer von Erlach für Ehrenpforten in Wien angefertigt hat, waren Vorbilder für Pöppelmanns Kronentor.
Das Gebäude wurde mit einem rundbogigen Durchgang im Sockelgeschoss als „Torturm“ konzipiert. Der Durchgang wird von zwei Säulenpaaren flankiert, denen Nischen mit Bildwerken beigefügt wurden. Nischenfiguren auf der Grabenseite sind links Vulkan (Permoser) und rechts Bacchus (Kretschmar). An der Hofseite stehen links die Figuren der Ceres (Permoser) und rechts Pomona (Egell). Figuren eines Schalmeien- (Heermann) und Tamburinspielers (Kretzschmar) flankieren das Portal zur Hofseite.
Das Erdgeschoss zeigt stark verkröpftes Gebälk, Sprenggiebel und große Schlusssteine mit Köpfen und Wappen. Das Obergeschoss hingegen zeigt eine nach vier Seiten geöffnete Halle, die dem Gebäude eine „grazile Leichtigkeit“ gibt. Die Attika stützt sich auf verkröpftem Gebälk, Sprenggiebel, figurierten Schlusssteinen, sächsisch-polnischem Wappen, Namenszug und Krone sowohl zur Hofseite als auch zur Grabenseite. Auf der Attika befinden sich zwölf Skulpturen verschiedener Themenkreise um Herkules sowie die Jahreszeiten. Das Attikaprogramm mit seinem Herkules-Figurenschmuck stammt noch aus der Zeit als das Gebäude als Herkulestor errichtet werden sollte.
Die Figuren umgeben die zwiebelförmige Kuppel, auf der vier polnische Adler die polnische Königskrone tragen. Diese das Bauwerk bekrönende, im sächsischen Grün-Gold erstrahlende Zwiebel verleiht dem Kronentor seine besondere Augenfälligkeit. Leicht gedrückt wirkt sie wie ein Kissen, auf dem die triumphal erhöhte, schwere Krone ruht. Nicht nur dem Symbolgehalt nach steht sie für das Königreich Polen, genauer für Sachsen-Polen, auch in der Form nimmt sie Bezug auf die Zwiebeltürme Osteuropas; sie ist damit ein symbiotisches Gegenstück zur Sächsischen Achse in Warschau und kündet von der Dresdner Barockarchitektur als „Mittlerin der Kultur zwischen Ost und West“.
Insbesondere Johann Benjamin Thomae war am Kronentor beschäftigt. Er gestaltete die Bogenbekrönungen zum Hof und zum Graben, weiter die vier Bogenbekrönungen mit den Schlusssteinköpfen und dem dekorativen Bauschmuck; die beiden Herkulesfiguren, ein Herkules mit Löwenfell und ein ruhender Herkules, weiter ein Merkur mit Stab, eine Allegorie des Winters und ein Bacchant stammen von ihm.
Im Inneren des Kuppelabschlusses befand sich das Deckenfresko Das Frühlingsopfer der Flora mit reicher Verzierung von Blumenzweigen und Festons. Das Fresko wurde 1945 zerstört. Durch ein offenes Rundauge in der Zwischendecke war auch aus dem unteren Durchgang der Blick darauf möglich. Der Maler des Freskos ist nicht bekannt.

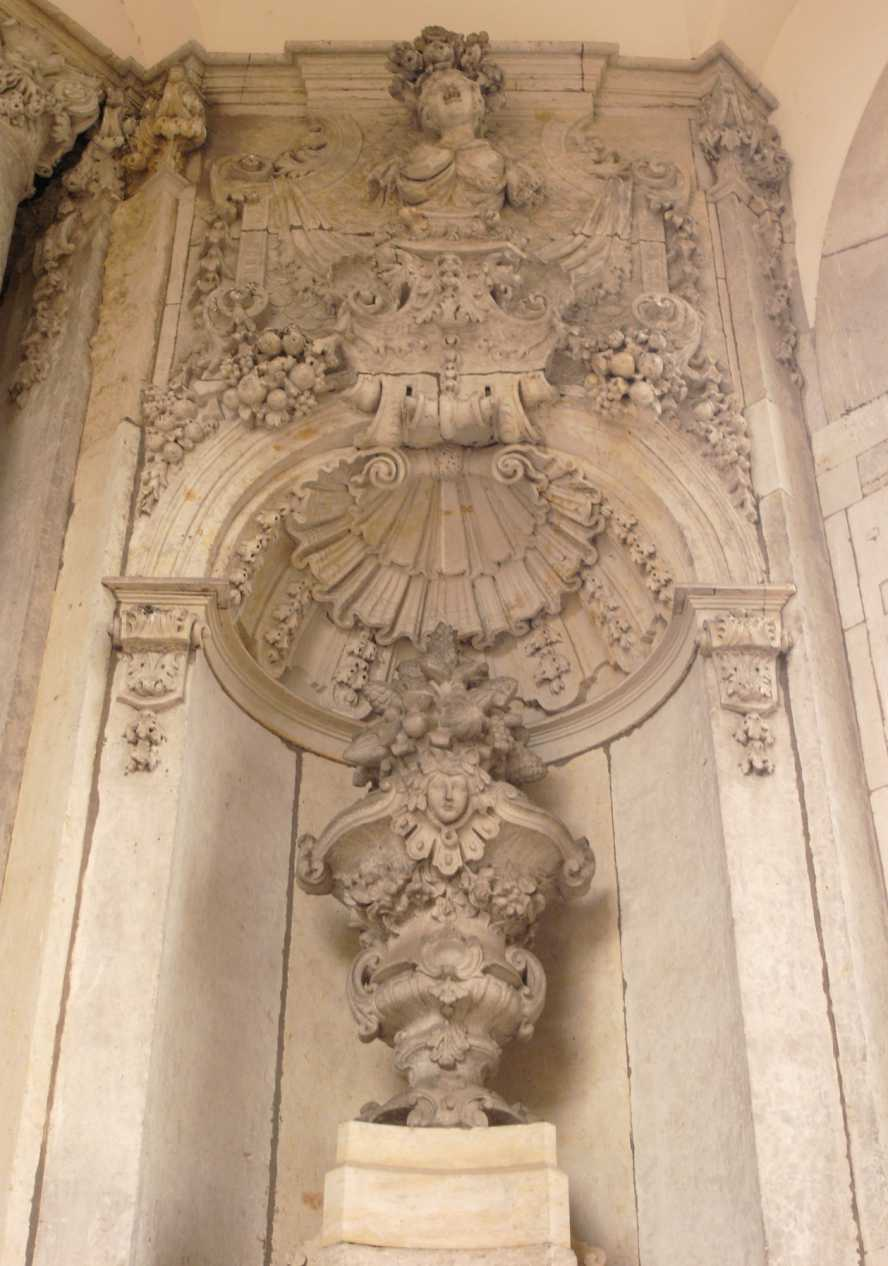
Ziervase und bildhauerischer Schmuck im offenen Durchgang vom Kronentor (Sandstein Typ Cotta)
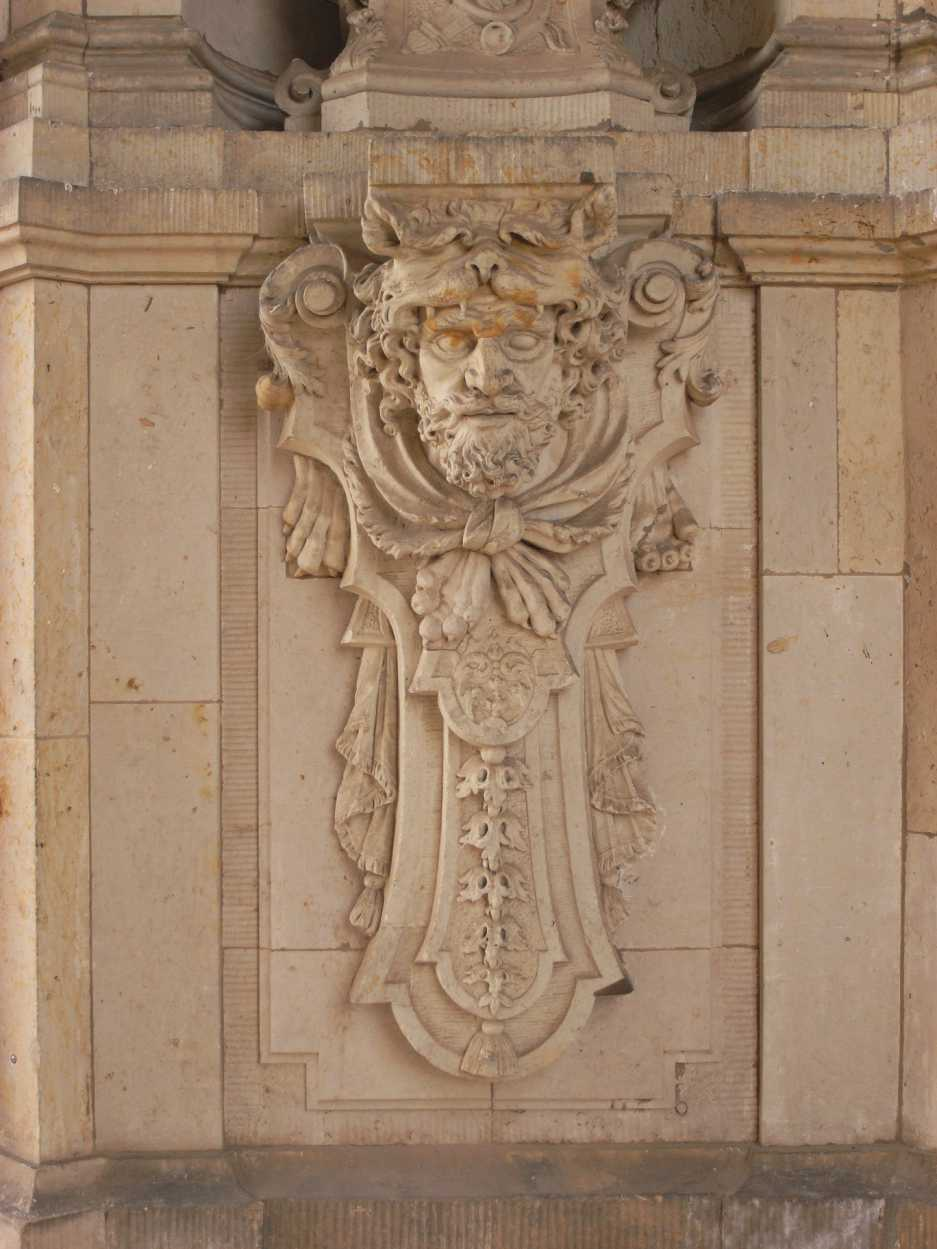
Konsolkopf des Herkules im Durchgang des Kronentors
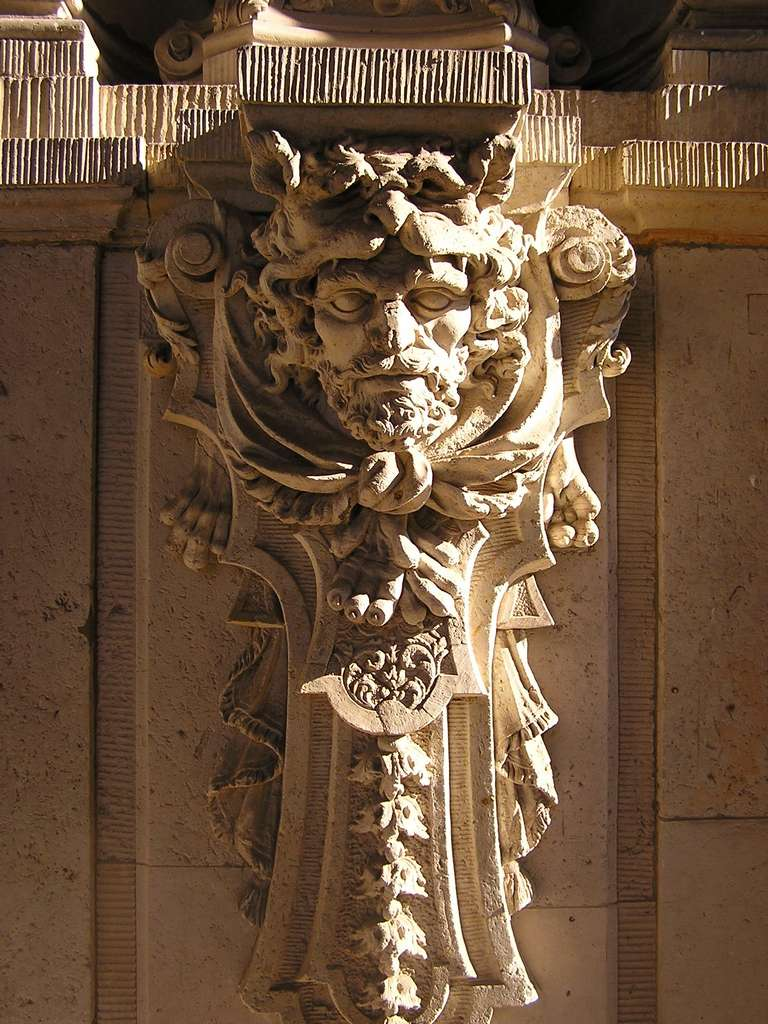
Konsolkopf des Herkules im Durchgang des Kronentors

## Varianten des Kronentorpavillons

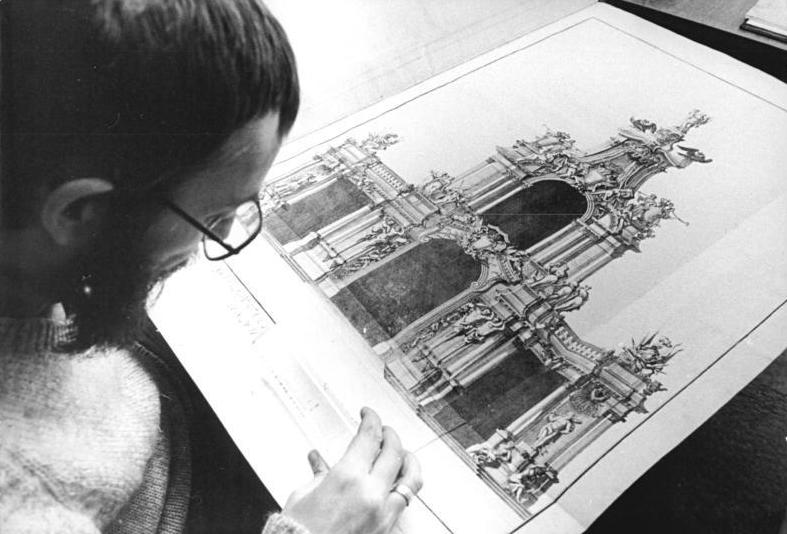
Variante des Kronentorpavillons mit Königsloge

Ein Erweiterungsplan aus den Jahren 1713/1714 sah einen weiteren Torturm gegenüber dem Kronentor vor. So sollte der elbseitige Abschluss des Zwingers eine Langgalerie mit Kaskadenturm und zweiläufiger Treppe erhalten. Der Kaskadenturm war ein dreigeschossiger, stark abgestufter Bau. Auf jeder Seite umfasste diesen eine Fontäne, die als Kaskade nach unten fließt; das Wasser floss demnach über eine zweiläufige Treppe. Im oberen Teil des Turms hing demnach ein Glockenspiel.
Als Gegenstück zu der erwähnten „Variante des Kronentorpavillons“ wurde noch ein weiter Portalpavillon entworfen, den der Architekt in seinem Zwingerwerk veröffentlicht hat. Hempel deutet die sehr weite Arkade im Obergeschoss als Königsloge. Die Bauplastik lässt auf eine „besondere Bedeutung“ des Portalpavillons schließen. Unten steht auf der rechten Seite die Figur des Herkules, als Sinnbild Augusts des Starken, auf der linken Seite Minerva, womit auf die Weisheit der polnisch-sächsischen Regierung hingewiesen wird. Auf den oberen Postamenten zeigen sich Allegorien der Tugenden und Laster. Die oberste Zone zeigt eine Verherrlichung Augusts des Starken, die auch die des Wallpavillons übertrifft. Unter einem Baldachin des zeltartigen Aufsatzes ist hinter den zurückgezogenen Vorhängen die Königskrone über einem Schild zu sehen. Sechs Genien verkünden mit Posaunen das Regiment. Die darüber befindlichen Adler deuten auf die polnische Krone Augusts des Starken. Die Spitze zeigt eine weibliche Figur mit einer Säule und dem Zweig einer Friedenspalme, womit auf die Stärke Augusts des Starken hingewiesen werden soll.
An dessen Stelle wurde jedoch später die Sempergalerie erbaut.

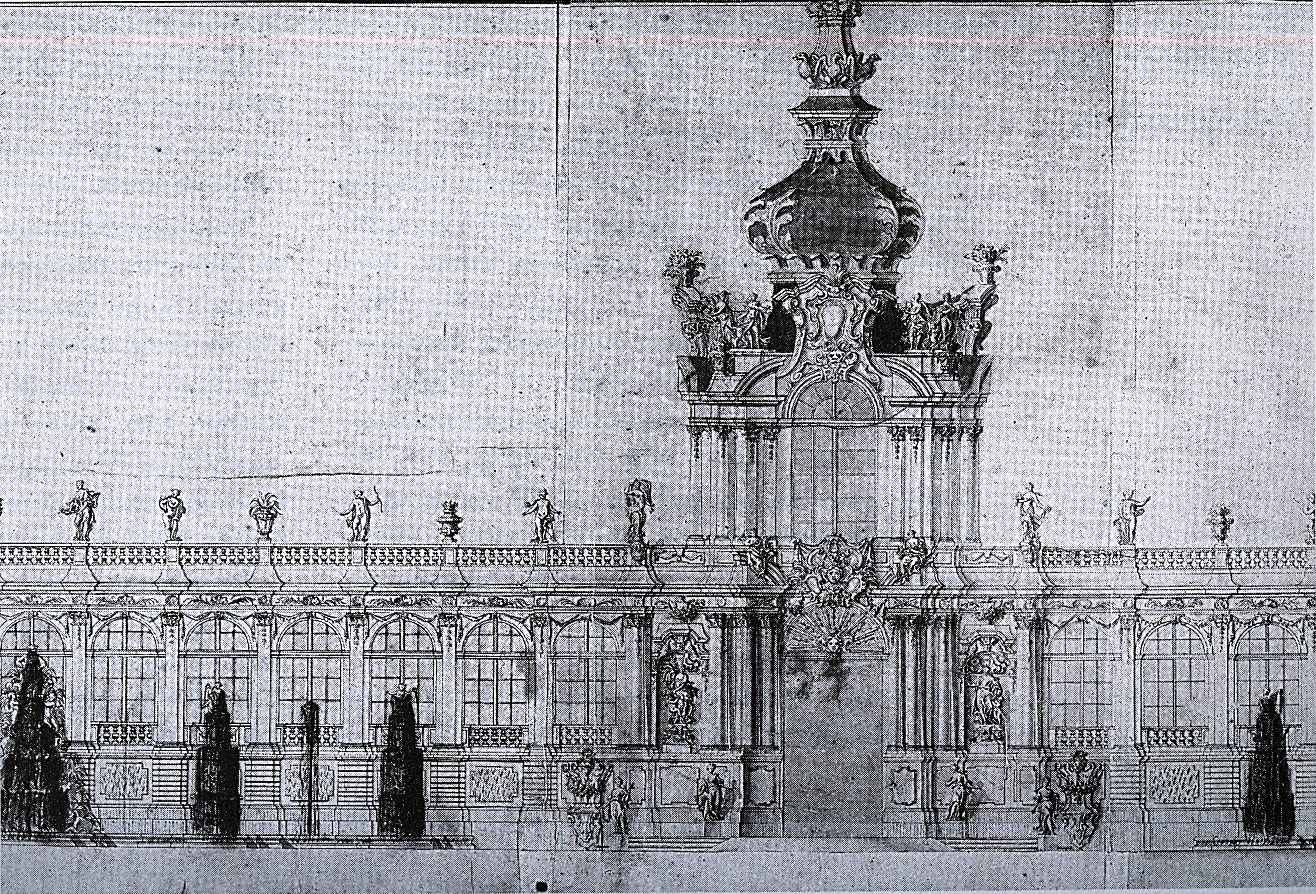
Entwurf zur Langgalerie mit dem Kronentor, Zwingerhofseite
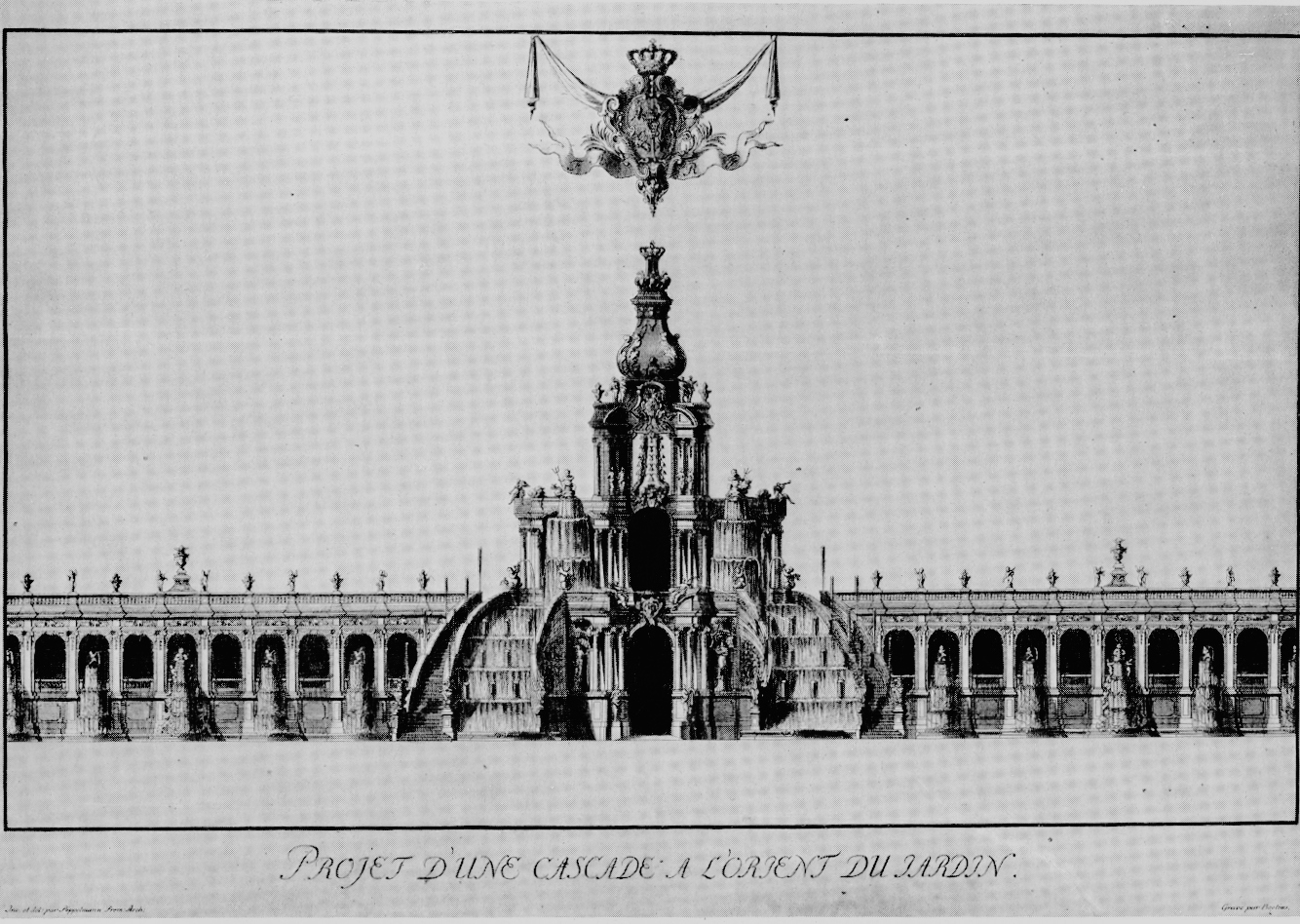
Geplanter elbseitiger Abschluss des Zwingers mit Kaskadenturm
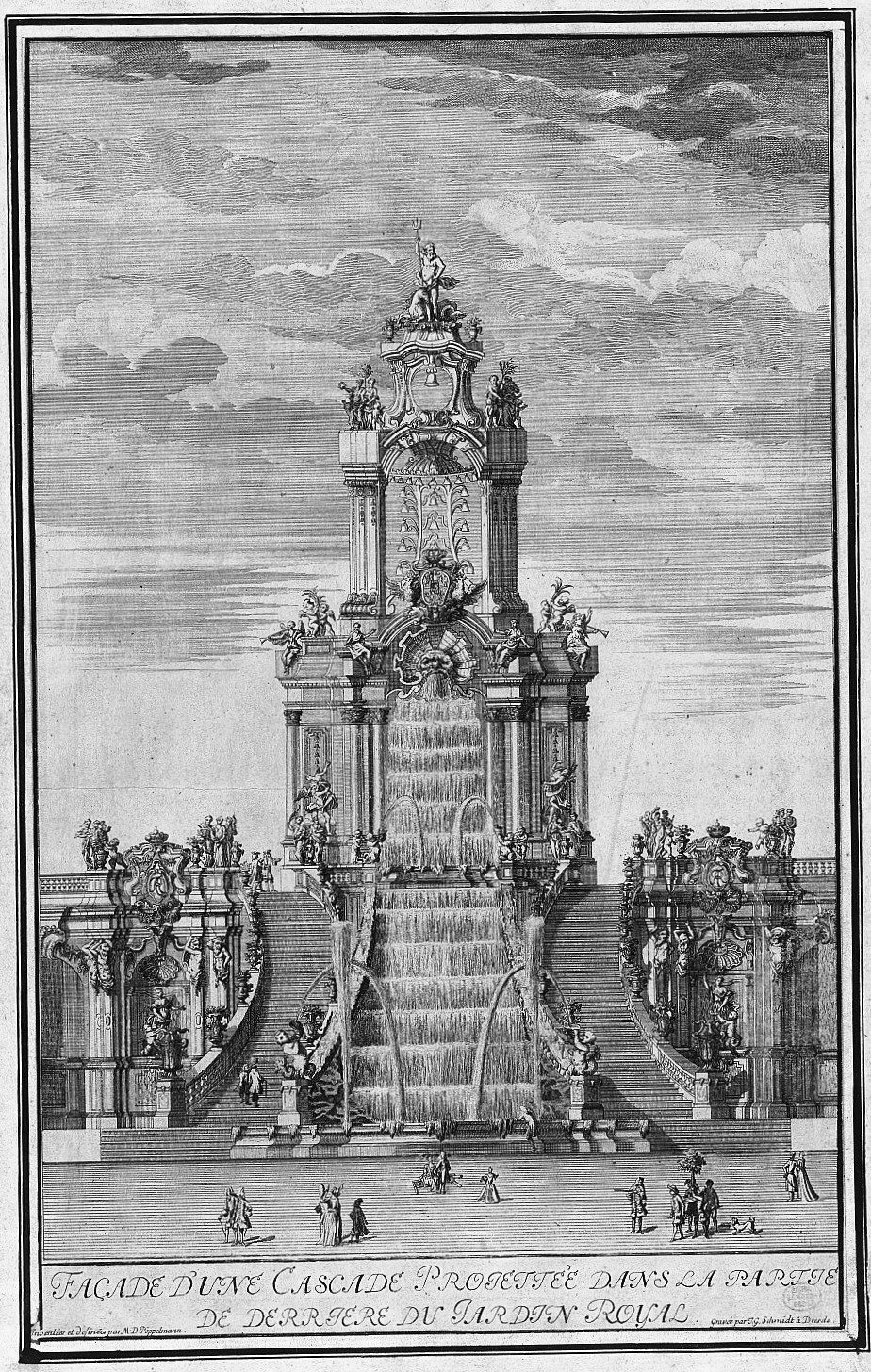
Variante des Kronentorpavillons, Kaskadenturm
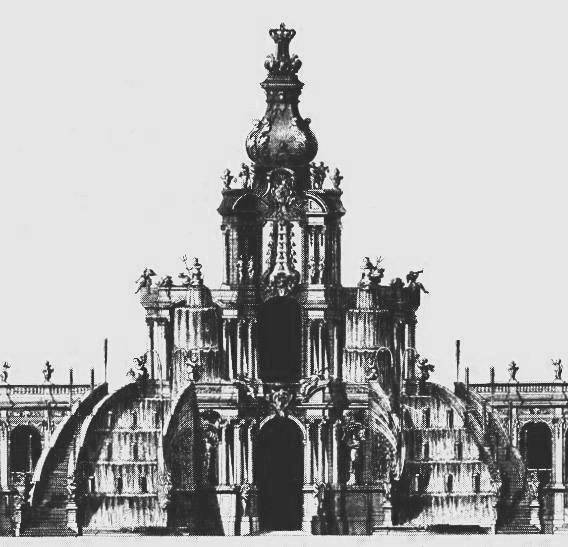
Variante des Kronentorpavillons, Kaskadenturm
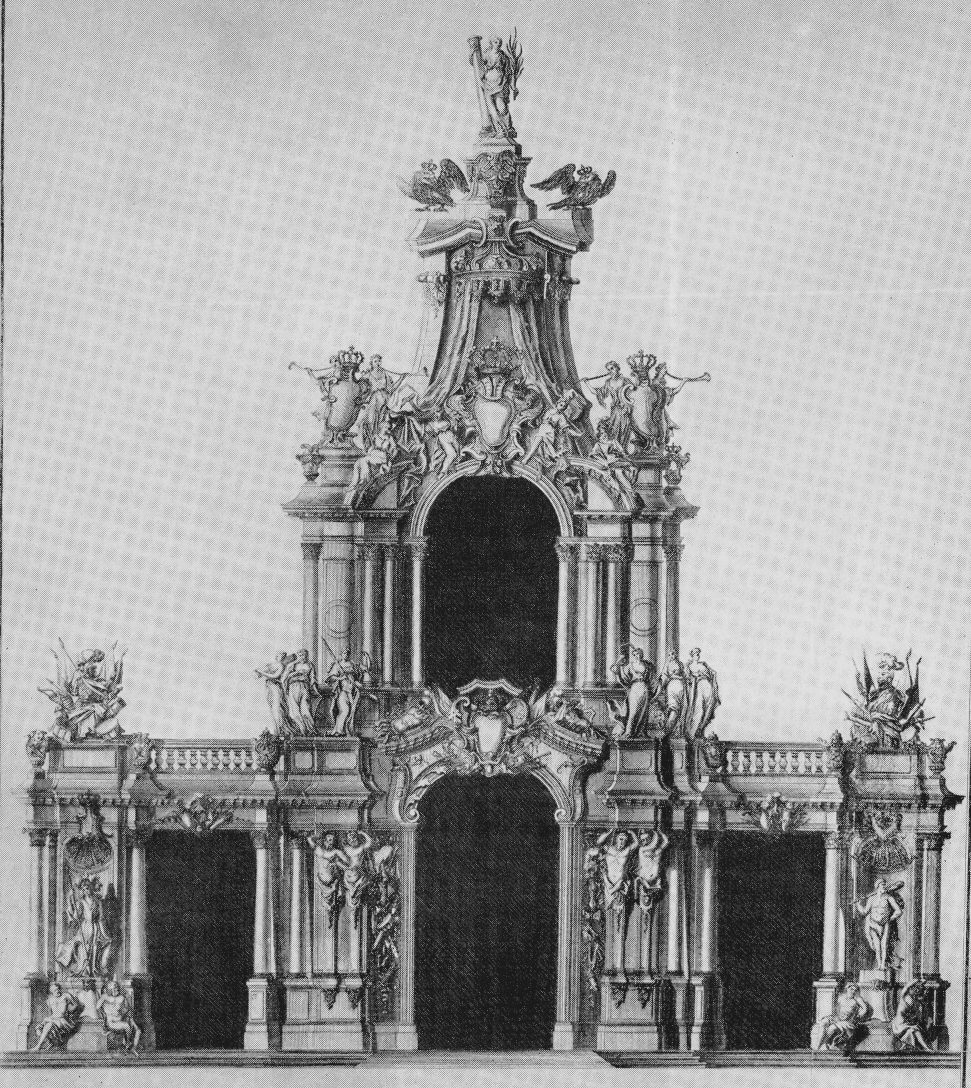
Variante des Kronentorpavillons, Portalpavillon mit Königsloge

## Sanierung
Von Oktober 2012 bis 2016 wurde das Kronentor für 650.000 Euro überholt. Zunächst wurden 22 Attikaskulpturen aus Sandstein restauriert, mit einer neuen Schutzschicht überzogen und im Oktober 2013 wieder aufgestellt.